# Васин, Илья Иванович
Илья Иванович Васин (1914—1983) — лейтенант Советской Армии, участник Великой Отечественной войны, Герой Советского Союза (1944).

## Биография
Илья Васин родился 15 августа 1914 года в селе Раздолье (ныне — Быковский район Волгоградской области) в крестьянской семье. Окончил семь классов школы в 1932 году. В 1936—1938 годах Васин проходил службу в Рабоче-крестьянскую Красную Армию. После демобилизации работал сначала на заводе «Баррикады» в Сталинграде, затем на станции Обливская Ростовской области. В феврале 1943 года он повторно был призван в армию. С сентября того же года — на фронтах Великой Отечественной войны, в звании сержанта командовал взводом автоматчиков отдельной учебной стрелковой роты 333-й стрелковой дивизии 12-й армии Юго-Западного фронта. Отличился во время битвы за Днепр.
26 сентября 1943 года Васин во главе десантной группы переправился через Днепр в районе села Петро-Свистуново Вольнянского района Запорожской области Украинской ССР и захватил плацдарм на его западном берегу. Группе удалось удержать плацдарм до подхода подкрепления.
Указом Президиума Верховного Совета СССР от 19 марта 1944 года сержант Илья Васин был удостоен высокого звания Героя Советского Союза с вручением ордена Ленина и медали «Золотая Звезда».
В апреле 1946 года в звании лейтенанта Васин был уволен в запас. Проживал в Волгограде, работал бригадиром пассажирских поездов. Скончался 30 июня 1983 года.
Был также награждён орденом Богдана Хмельницкого 3-й степени, Красной Звезды, а также рядом медалей.

## Память
- Имя Героя Советского Союза И. И. Васина увековечено на Аллее Славы в посёлке Быково Волгоградской области.